# Comunidade Omariô de Jurema
A Comunidade Omariô de Jurema é um terreiro de Candomblé fundado por Mam’etu Iraê Jinkayá em 1970, à Rua 10, n° 222, no bairro Santa Clara, na cidade de Barra Mansa, interior do Estado do Rio de Janeiro (atual Rua José Joaquim Queiroz, n° 222).
Em 29 de novembro de 1973, foi reconhecida como de Utilidade Pública Municipal de Barra Mansa, pelo Decreto n° 1.270.[carece de fontes?] O que foi reafirmado pela PL 2953/2024 da Assembleia Legislativa do Rio de Janeiro, em 21 de fevereiro de 2024.
A partir do final da década de 1990, o terreiro passou a ser dirigido religiosamente por Mam’etu Sia Vanju. Em julho de 2019, a dirigente era Mametu Ndenge Katulajunsú (mãe pequena Diana Mara de Freitas, filha de Mam’etu Iraê Jinkayá).

## Mam'etu Iraê Jinkayá - Mãe Aparecida de Freitas
Maria Aparecida de Freitas nasceu em 26 de agosto de 1931, na cidade de Cruzeiro, interior de São Paulo, mas se mudou com a família para Barra Mansa, interior do Rio de Janeiro, aos 5 anos de idade. Aparecidinha, como era conhecida, foi uma mulher muito católica e da irmandade Filhas de Maria. Ela se casou em 1950, com Geraldo de Freitas, homem branco, que iniciou sua vida profissional como garçom e conseguiu se tornar um empresário, dono de restaurantes, que atendiam viajantes em rodovias do estado do Rio de Janeiro e Minas Gerais. O casal teve 6 filhos: Rogério (natimorto), Tania (falecida aos 3 meses de idade), Diana Mara (1954), Telma Paulina (1956), Patrícia Cristina (1958) e André Luís (1960).

## Prêmios
- 2018 - Prêmio "Melhores do Ano", na categoria "Melhor Projeto Cidadão"[5]
- 2019 - Prêmio "Dandara e Zumbi", na categoria especial "Preservação da Memória Ancestral", foi concedido à Maria Aparecida de Freitas - Mam’etu Iraê Jinkayá.[3][5]